# L'usurpatore (film 1939)
L'usurpatore (Tower of London) è un film del 1939 diretto da Rowland V. Lee.
È stato oggetto di un rifacimento di Roger Corman nel 1962 con La torre di Londra.

## Trama
La storia ambientata nell'Inghilterra del XV secolo, racconta delle lotte interne per l'ascesa al trono fra Riccardo duca di Gloucester che, aiutato da Mord, riesce ad eliminare ogni altro avversario. A contrastarlo, Enrico Tudor. Dalla lotta tra le due fazioni, scaturirà la battaglia di Bosworth Field.

## Produzione
Il film fu prodotto da Rowland V. Lee per l'Universal Pictures. Venne girato dall'11 agosto all'ottobre 1939. Per le scene di interni furono utilizzati gli studios dell'Universal. Le scene di battaglia furono girate, invece, a Tarzana (Los Angeles.

## Distribuzione
Distribuito dalla Universal Pictures, il film uscì nelle sale cinematografiche statunitensi il 17 novembre 1939. In Italia, il film - che non era potuto uscire a causa della guerra - venne distribuito il 23 ottobre 1946.